# Saint-Jean-du-Castillonnais
Saint-Jean-du-Castillonnais – miejscowość i gmina we Francji, w regionie Midi-Pyrénées, w departamencie Ariège.
Według danych na rok 1990 gminę zamieszkiwało 20 osób, a gęstość zaludnienia wynosiła 4 osoby/km² (wśród 3020 gmin regionu Midi-Pyrénées Saint-Jean-du-Castillonnais plasuje się na 1043. miejscu pod względem liczby ludności, natomiast pod względem powierzchni na miejscu 1487.).